# ألفرد جنكينز
ألفرد جنكينز (بالإنجليزية: Alfred Jenkins)‏ هو لاعب كرة قدم أمريكية أمريكي، ولد في 25 يناير 1952 في هوغانسفيل في الولايات المتحدة.

## وصلات خارجية
- ألفرد جنكينز على موقع مرجع كرة القدم المحترفة.كوم (الإنجليزية)
- ألفرد جنكينز على موقع قاعة جورجيا للمشاهير الرياضية (مؤرشف) (الإنجليزية)